# Matrah

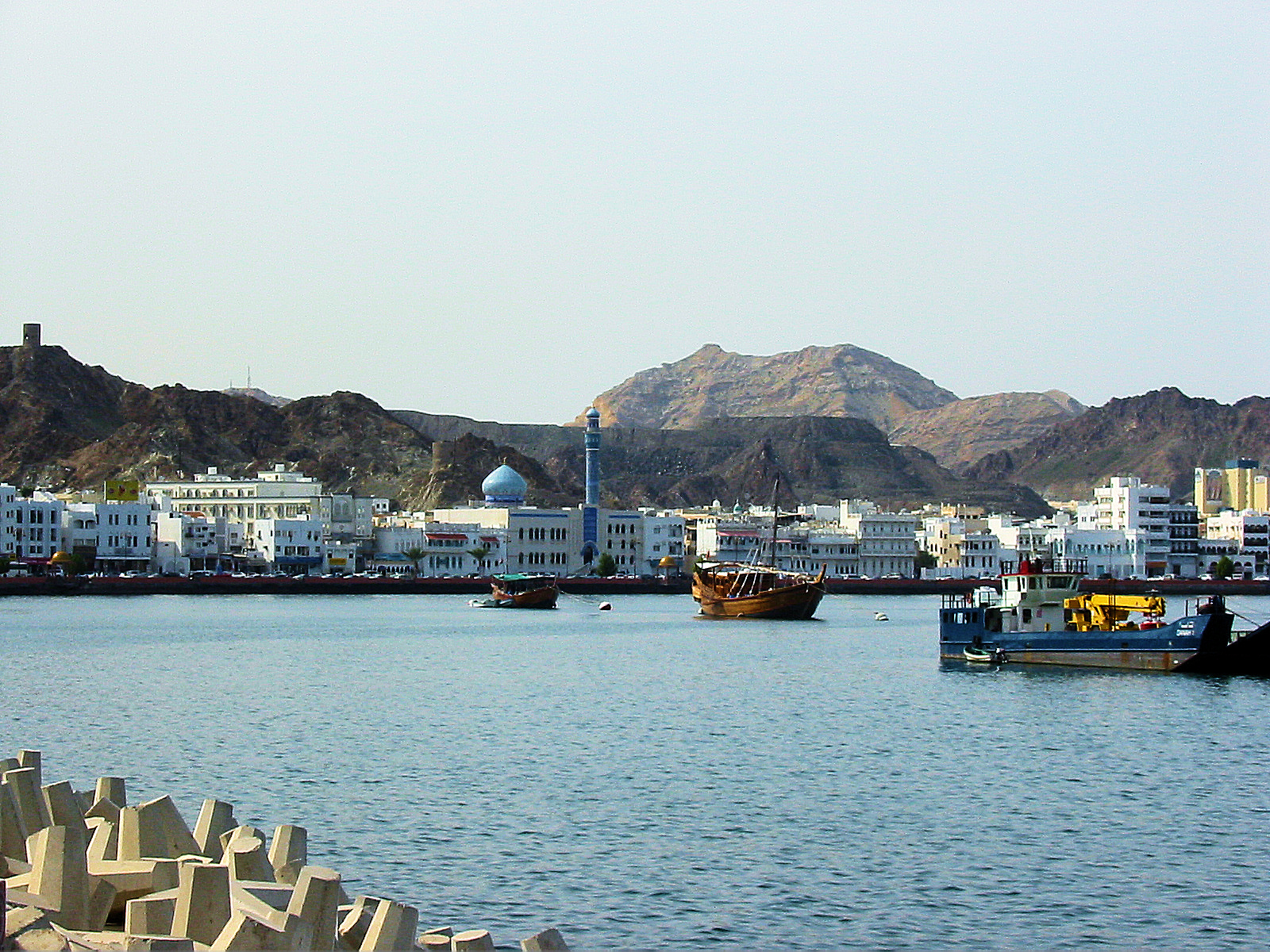
Matrah, widok od strony portu

Matrah (arab. ولاية مطرح) – miasto w Omanie, położone nad Zatoką Omańską, w zespole miejskim Maskatu, na zachód od Maskatu. Jest siedzibą administracyjną wilajetu Matrah. Według spisu ludności z roku 2020 miasto liczyło 230,9 tys. mieszkańców i było wówczas czwartym co do wielkości miastem kraju. Miasto zamieszkują głównie Arabowie oraz pracownicy cudzoziemscy, głównie z Indii i Pakistanu. Od roku 1970, po zbudowaniu nowoczesnego portu morskiego Mina Kabus, Matrah stało się głównym portem handlowym Omanu, znajduje się tu także port rybacki. Matrah poza tym jest ośrodkiem tradycyjnego handlu daktylami, owocami cytrusowymi, suszonymi i solonymi rybami, wyrobami rzemieślniczymi, wielbłądami i innymi zwierzętami. Matrah jest także ośrodkiem zaopatrującym karawany Beduinów i budowy łodzi rybackich, Matrah posiada znakomite połączenie nadmorską autostradą do Maskatu i Riwi. W pobliżu Matrahu znajduje się port naftowy Mina al-Fahl.